# بلدية بوسكا
بلدية بوسكا هي بلدية في لاتفيا، بلغ عدد سكانها 23٬387  نسمة، في 2017، عاصمتها باساكا.

## الموقع
تشترك في الحدود مع:
- بلدية روندال
- بلدية إيكافا
- بلدية أوزولنيكي
- بلدية فيكومنيكي.

## التقسيمات الإدارية
- باساكا
- Brunava Parish [الإنجليزية]‏
- Ceraukste Parish [الإنجليزية]‏
- Code Parish [الإنجليزية]‏
- Dāviņi Parish [الإنجليزية]‏
- Gailīši Parish [الإنجليزية]‏
- Īslīce Parish [الإنجليزية]‏
- Mežotne Parish [الإنجليزية]‏
- Vecsaule Parish [الإنجليزية]‏.